# Голенищево (Митищинський міський округ)
Голени́щево (рос. Голенищево) — присілок у складі Митищинського міського округу Московської області, Росія.

## Населення
Населення — 21 особа (2010; 0 у 2002).